# Folketingswahl 2007
- Ø: 4
- F: 23
- A: 45
- B: 9
- Färöer/Grönland: 4
- Y: 5
- V: 46
- C: 18
- O: 25

Die Folketingswahl 2007 am 13. November 2007 war die 67. Wahl zum dänischen Parlament, dem Folketing, nachdem Ministerpräsident Anders Fogh Rasmussen am 24. Oktober desselben Jahres zu Neuwahlen aufrief. Stimmberechtigt zur Wahl waren rund vier Millionen Personen. Sie fand in Dänemark und den autonomen Gebieten Färöer und Grönland statt, die je zwei Abgeordnete nach Christiansborg entsenden. In Dänemark selbst wurden 175 Abgeordnete gewählt, so dass das Folketing aus 179 Abgeordneten bestand. Es galt eine Sperrklausel von 2 %.
Trotz Verlusten wurde die Venstre vor den oppositionellen Sozialdemokraten erneut stärkste Kraft. Unter weiterer Tolerierung durch die Dansk Folkeparti gelang die Fortsetzung der Koalition mit Det Konservative Folkeparti in der Regierung Anders Fogh Rasmussen III. Größter Wahlgewinner im Vergleich zur Vorwahl war die Socialistisk Folkeparti, welche mit einem Plus von sieben Prozentpunkten zur viertgrößten Partei aufrückte. Die sozialliberale Radikale Venstre hingegen büßte einen bedeutenden Teil ihrer Wählerschaft ein.

## Ausgangslage
Ministerpräsident Anders Fogh Rasmussen rief am 24. Oktober 2007 Neuwahlen aus, da er fürchtete, dass weitere Spekulationen über eine bevorstehende Neuwahl den Zusammenhalt in seiner Regierung für bevorstehende Großvorhaben schädigen könnten. Er wolle so ein breites Mandat für die Pläne zur Klima- und Energiepolitik erreichen.
Wichtige Themen im Wahlkampf waren sowohl die Sozialpolitik als auch die Steuerpolitik im Land. Auch wurde der Umgang mit Asylsuchenden verschieden diskutiert. Venstre, Konservative und die rechtspopulistische Dansk Folkeparti bildeten im Wahlkampf den bürgerlichen Block, während das linke Lager aus Socialdemokraterne, Radikale Venstre, Socialistisk Folkeparti und rot-grüner Enhedsliste bestand. Es unterstützte die Kandidatur der Sozialdemokratin Helle Thorning-Schmidt um das politische Spitzenamt. Da beide Blöcke ungefähr gleich stark in den Wahlkampf starteten, galt die Parteineugründung Ny Alliance lange als Zünglein an der Waage. Die Ny Allianz gründete sich um den vormals linksliberalen Abgeordneten Naser Khader. Er ließ sich erst kurz vor dem Wahltag zu einer bedingten Unterstützung des Amtsinhabers Fogh Rasmussen bewegen. Diskutiert wurde etwa eine Mehrheit mit der Ny Alliance, ohne länger auf die Dansk Folkeparti angewiesen zu sein.

## Ergebnisse
Während die Socialistisk Folkeparti ihre Mandate mehr als verdoppeln konnten, mussten sowohl Venstre wie Sozialdemokraten Mandate abgeben. Die Radikale Venstre verloren nach einem hervorragenden Ergebnis 2005 kräftig, zum Teil an die Ny Alliance, die fünf Sitze erobern konnte. Dansk Folkeparti und Konservative konnten an Stimmen leicht zulegen. Insgesamt entfielen auf den bürgerlichen Block 89 Mandate, was mit der Unterstützung eines bürgerlichen Abgeordneten von den Färöer-Inseln die nötige absolute Mehrheit bedeutete.
Die Färinger wählten mit Høgni Hoydal (Tjóðveldi) einen Unterstützer der Linken und mit Edmund Joensen (Sambandsflokkurin) einen bürgerlichen Abgeordneten. Die beiden grönländischen Abgeordneten Juliane Henningsen (IA) und Lars Emil Johansen (Siumut) werden dem linken Lager zugerechnet.

### Dänemark

#### Gesamtergebnis
| Partei                     | Partei                           | Liste             | Stimmen   | Stimmen | Stimmen | Mandate            | Mandate             | Mandate | Mandate |
| Partei                     | Partei                           | Liste             | Anzahl    | %       | ± %     | Wahlkreis- mandate | Ausgleichs- mandate | Gesamt  | ±       |
| -------------------------- | -------------------------------- | ----------------- | --------- | ------- | ------- | ------------------ | ------------------- | ------- | ------- |
|                            | Venstre, Danmarks Liberale Parti | V                 | 908.472   | 26,3    | −2,8    | 40                 | 6                   | 46      | −6      |
|                            | Socialdemokraterne               | A                 | 881.037   | 25,5    | −0,3    | 41                 | 4                   | 45      | −2      |
|                            | Dansk Folkeparti                 | O                 | 479.532   | 13,9    | +0,6    | 20                 | 5                   | 25      | +1      |
|                            | Socialistisk Folkeparti          | F                 | 450.975   | 13,0    | +7,0    | 19                 | 4                   | 23      | +12     |
|                            | Det Konservative Folkeparti      | C                 | 359.404   | 10,4    | +0,1    | 11                 | 7                   | 18      | ±0      |
|                            | Det Radikale Venstre             | B                 | 177.161   | 5,1     | −4,1    | 3                  | 6                   | 9       | −8      |
|                            | Ny Alliance                      | Y                 | 97.295    | 2,8     | neu     | 0                  | 5                   | 5       | +5      |
|                            | Enhedslisten – de rød-grønne     | Ø                 | 74.982    | 2,2     | −1,2    | 1                  | 3                   | 4       | −2      |
|                            | Kristendemokraterne              | K                 | 30.013    | 0,9     | −0,8    | —                  | —                   | —       | —       |
|                            | Einzelbewerber                   | Einzelbewerber    | 549       | 0,0     | —       | —                  | —                   | —       | —       |
| Gesamt                     | Gesamt                           | Gesamt            | 3.459.420 | 100     |         | 135                | 40                  | 175     | ±0      |
|                            |                                  |                   |           |         |         |                    |                     |         |         |
| Ungültige Stimmen          | Ungültige Stimmen                | Ungültige Stimmen | 24.113    | 0,7     | −0,1    |                    |                     |         |         |
| Wähler                     | Wähler                           | Wähler            | 3.483.533 | 86,6    | +2,1    |                    |                     |         |         |
| Wahlberechtigte            | Wahlberechtigte                  | Wahlberechtigte   | 4.022.920 |         |         |                    |                     |         |         |
|                            |                                  |                   |           |         |         |                    |                     |         |         |
| Quelle: Danmarks Statistik |                                  |                   |           |         |         |                    |                     |         |         |

#### Ergebnis nach Landesteilen und Großwahlkreisen
Während die Venstre landesweit und auch in zwei der drei Landesteile in Führung lag, konnte sie auf Ebene der Großwahlkreise nur in vier der zehn Wahlkreise eine Mehrheit auf sich vereinen. Die Hauptstadtregion Hovedstaden sowie sechs der zehn Großwahlkreise wurden von den Sozialdemokraten gewonnen. Diese konnten auf Bornholm ihr einziges Ergebnis über 30 % der Stimmen verzeichnen. Die Venstre erreichte ihr bestes Ergebnis mit rund 37 % in Westjütland und lag dort somit 14 Prozentpunkte vor den Sozialdemokraten. Im Københavns Storkreds lag die Venstre hingegen nur auf Platz 3, da die Socialistisk Folkeparti dort mit 21 % ihr mit Abstand bestes Ergebnis einholte.
| Großwahlkreis / Landesteil  | Großwahlkreis / Landesteil | A    | B    | C    | F    | K    | O    | V    | Y   | Ø   | Sonst. |
| --------------------------- | -------------------------- | ---- | ---- | ---- | ---- | ---- | ---- | ---- | --- | --- | ------ |
| Hovedstaden                 | Hovedstaden                | 24,6 | 7,2  | 11,9 | 15,6 | 0,6  | 12,4 | 19,8 | 3,9 | 4,0 | —      |
|                             | Københavns Storkreds       | 24,2 | 8,9  | 10,1 | 21,0 | 0,5  | 10,6 | 13,7 | 4,3 | 6,7 | —      |
| Københavns Omegns Storkreds | 27,6                       | 5,5  | 13,2 | 13,3 | 0,5  | 14,6 | 19,5 | 3,3  | 2,5 | —   |        |
| Nordsjællands Storkreds     | 20,7                       | 7,1  | 13,8 | 10,8 | 0,5  | 12,6 | 28,2 | 4,3  | 2,0 | —   |        |
| Bornholms Storkreds         | 35,4                       | 2,2  | 06,0 | 11,9 | 2,0  | 12,0 | 26,3 | 2,2  | 1,9 | 0,1 |        |
| Sjælland-Syddanmark         | Sjælland-Syddanmark        | 24,9 | 4,0  | 09,6 | 12,6 | 0,6  | 15,9 | 28,6 | 2,4 | 1,4 | —      |
|                             | Sjællands Storkreds        | 25,5 | 3,9  | 08,5 | 12,8 | 0,4  | 16,8 | 27,8 | 2,7 | 1,6 | —      |
| Fyns Storkreds              | 26,9                       | 5,0  | 13,3 | 14,0 | 0,4  | 14,8 | 21,4 | 2,4  | 1,8 | —   |        |
| Sydjyllands Storkreds       | 22,9                       | 3,4  | 08,3 | 11,4 | 1,0  | 15,7 | 34,6 | 1,9  | 0,8 | —   |        |
| Midtjylland-Nordjylland     | Midtjylland-Nordjylland    | 26,8 | 4,5  | 09,9 | 11,3 | 1,5  | 12,9 | 29,4 | 2,3 | 1,4 | —      |
|                             | Østjyllands Storkreds      | 27,6 | 5,4  | 08,7 | 13,3 | 0,8  | 12,2 | 27,0 | 2,9 | 2,1 | —      |
| Vestjyllands Storkreds      | 23,0                       | 3,9  | 07,7 | 09,4 | 2,8  | 13,0 | 37,3 | 2,1  | 0,8 | —   |        |
| Nordjyllands Storkreds      | 29,3                       | 3,9  | 13,4 | 10,3 | 1,1  | 13,6 | 25,5 | 1,8  | 1,1 | —   |        |

#### Mandatszuteilung
Die folgende Tabelle zeigt die Zahl der Wahlkreismandate, die in den jeweiligen Wahlkreisen zugeteilt wurden. In Klammern angegeben ist zudem die Zahl der Ausgleichsmandate, die zusätzlich an Kandidaten aus dem Wahlkreis fielen.
| Großwahlkreis               | Gesamt | A     | B     | C     | F     | O     | V     | Y     | Ø     |
| --------------------------- | ------ | ----- | ----- | ----- | ----- | ----- | ----- | ----- | ----- |
| Københavns Storkreds        | 15 (2) | 4 —   | 1 —   | 1 (1) | 4 —   | 2 —   | 2 —   | 0 (1) | 1 —   |
| Københavns Omegns Storkreds | 11 (4) | 4 —   | 0 (1) | 1 (1) | 2 —   | 2 —   | 2 (1) | 0 —   | 0 (1) |
| Nordsjællands Storkreds     | 10 (5) | 2 (1) | 1 —   | 1 (1) | 1 (1) | 1 (1) | 4 —   | 0 (1) | 0 —   |
| Bornholms Storkreds         | 2      | 1     | 0     | 0     | 0     | 0     | 1     | 0     | 0     |
| Sjællands Storkreds         | 21 (7) | 6 (1) | 0 (1) | 2 —   | 3 —   | 4 (1) | 6 (2) | 0 (1) | 0 (1) |
| Fyns Storkreds              | 12 (2) | 4 —   | 0 (1) | 1 (1) | 2 —   | 2 —   | 3 —   | 0 —   | 0 —   |
| Sydjyllands Storkreds       | 18 (6) | 5 —   | 0 (1) | 1 (1) | 2 (1) | 3 (1) | 7 (1) | 0 (1) | 0 —   |
| Østjyllands Storkreds       | 17 (7) | 6 (1) | 1 —   | 1 (1) | 2 (1) | 2 (1) | 5 (1) | 0 (1) | 0 (1) |
| Vestjyllands Storkreds      | 14 (2) | 4 —   | 0 (1) | 1 —   | 1 (1) | 2 —   | 6 —   | 0 —   | 0 —   |
| Nordjyllands Storkreds      | 15 (5) | 5 (1) | 0 (1) | 2 (1) | 2 —   | 2 (1) | 4 (1) | 0 —   | 0 —   |

### Färöer
| Partei                                  | Partei               | Liste             | Stimmen | Stimmen | Stimmen | Mandate | Mandate | Listenintern bestplatziert |
| Partei                                  | Partei               | Liste             | Anzahl  | %       | ± %     | Anzahl  | ±       | Listenintern bestplatziert |
| --------------------------------------- | -------------------- | ----------------- | ------- | ------- | ------- | ------- | ------- | -------------------------- |
|                                         | Tjóðveldi            | E                 | 5.849   | 25,4    | +0,1    | 1       | ±0      | Høgni Hoydal               |
|                                         | Sambandsflokkurin    | B                 | 5.414   | 23,5    | +1,1    | 1       | +1      | Edmund Joensen             |
|                                         | Fólkaflokkurin       | A                 | 4.728   | 20,5    | −3,6    | —       | −1      | Jørgen Niclasen            |
|                                         | Javnaðarflokkurin    | C                 | 4.702   | 20,4    | −1,8    | —       | —       | Jóannes Eidesgaard         |
|                                         | Miðflokkurin         | H                 | 1.573   | 6,8     | +3,5    | —       | —       | Karsten Hansen             |
|                                         | Sjálvstýrisflokkurin | D                 | 799     | 3,5     | +1,1    | —       | —       | Kári á Rógvi               |
| Gesamt                                  | Gesamt               | Gesamt            | 23.065  | 100     |         | 2       | ±0      |                            |
|                                         |                      |                   |         |         |         |         |         |                            |
| Ungültige Stimmen                       | Ungültige Stimmen    | Ungültige Stimmen | 149     | 0,6     | +0,2    |         |         |                            |
| Wähler                                  | Wähler               | Wähler            | 23.214  | 67,2    | −5,8    |         |         |                            |
| Wahlberechtigte                         | Wahlberechtigte      | Wahlberechtigte   | 34.529  |         |         |         |         |                            |
|                                         |                      |                   |         |         |         |         |         |                            |
| Quelle: Indenrigs- og Socialministeriet |                      |                   |         |         |         |         |         |                            |

### Grönland
| Partei                                  | Partei            | Liste             | Stimmen | Stimmen | Stimmen | Mandate | Mandate | Listenintern bestplatziert |
| Partei                                  | Partei            | Liste             | Anzahl  | %       | ± %     | Anzahl  | ±       | Listenintern bestplatziert |
| --------------------------------------- | ----------------- | ----------------- | ------- | ------- | ------- | ------- | ------- | -------------------------- |
|                                         | Inuit Ataqatigiit | Q                 | 8.347   | 33,2    | +8,2    | 1       | ±0      | Juliane Henningsen         |
|                                         | Siumut            | S                 | 8.075   | 32,2    | −1,4    | 1       | ±0      | Lars Emil Johansen         |
|                                         | Demokraatit       | N                 | 4.586   | 18,3    | −3,0    | —       | —       | Palle Christiansen         |
|                                         | Atassut           | P                 | 4.097   | 16,3    | −0,1    | —       | —       | Ellen Christoffersen       |
| Gesamt                                  | Gesamt            | Gesamt            | 25.105  | 100     |         | 2       | ±0      |                            |
|                                         |                   |                   |         |         |         |         |         |                            |
| Ungültige Stimmen                       | Ungültige Stimmen | Ungültige Stimmen | 484     | 1,9     | +0,1    |         |         |                            |
| Wähler                                  | Wähler            | Wähler            | 25.589  | 64,5    | +4,9    |         |         |                            |
| Wahlberechtigte                         | Wahlberechtigte   | Wahlberechtigte   | 39.706  |         |         |         |         |                            |
|                                         |                   |                   |         |         |         |         |         |                            |
| Quelle: Indenrigs- og Socialministeriet |                   |                   |         |         |         |         |         |                            |